# La fortuna di Cookie
La fortuna di Cookie (Cookie's Fortune) è un film del 1999 diretto da Robert Altman.

## Trama
A Holly Springs, un tranquillo paesino di provincia del Mississippi, un'anziana vedova, Jewel Mae Orcutt, soprannominata Cookie, nel giorno di Pasqua decide serenamente di passare a miglior vita nel letto della propria casa. Quando le sue nipoti, la determinata Camille e l'inerte Cora, scoprono il cadavere, Camille decide di mascherare il suicidio per farlo apparire come un omicidio, evitando così uno scandalo familiare.